# Zwitserland op het Eurovisiesongfestival 1983
Zwitserland nam deel aan het  Eurovisiesongfestival 1983, gehouden in München, Duitsland. Het was de 28ste deelname van het land.

## Selectieprocedure
Men koos ervoor om een nationale finale te houden. Deze vond plaats in Geneve, en werd gepresenteerd door Marie-Thérèse Gwerder.
Aan deze finale deden 9 acts mee en de winnaar werd bepaald door 3 regionale jury's.
| Volgorde | Artiest                       | Lied                  | Punten | Plaats |
| -------- | ----------------------------- | --------------------- | ------ | ------ |
| 1        | Alexandre Castel              | "Elle était folle"    | 16     | 8      |
| 2        | Manuela Felice                | "Odulidam"            | 38     | 3      |
| 3        | Christian Hunziker            | "D'Änglischüebig"     | 19     | 6      |
| 4        | Mariella Farré                | "Io cosi non ci sto"  | 43     | 1      |
| 5        | Nando Morandi & I Centrocittà | "Vivo in un mundo"    | 25     | 4      |
| 6        | Claude Lander                 | "Il faut juste vivre" | 21     | 5      |
| 7        | Ray & Corry Knobel            | "Canzone amara"       | 19     | 6      |
| 8        | Angela                        | "Mona Lisa"           | 39     | 2      |
| 9        | Daniela Simons                | "Dis-moi tout"        | 10     | 9      |

## In München
Zwitserland moest als achtste aantreden op het festival, net na Spanje en voor Finland. Op het einde van de puntentelling bleek dat ze 28 punten hadden verzameld, goed voor een 15de plaats.
Nederland had geen punten en België 1 punt over voor de Zwitserse inzending.

### Gekregen punten

#### Finale
| 12 punten   | 10 punten | 8 punten | 7 punten               | 6 punten                      |
| ----------- | --------- | -------- | ---------------------- | ----------------------------- |
|             |           |          | - Italië - Joegoslavië | - Oostenrijk                  |
| 5 punten    | 4 punten  | 3 punten | 2 punten               | 1 punt                        |
| - Luxemburg |           |          |                        | - België - Noorwegen - Spanje |

### Punten gegeven door Zwitserland

#### Finale
Punten gegeven in de finale:
| 12 punten | Nederland           |
| 10 punten | Frankrijk           |
| 8 punten  | Verenigd Koninkrijk |
| 7 punten  | Israël              |
| 6 punten  | Portugal            |
| 5 punten  | Zweden              |
| 4 punten  | Finland             |
| 3 punten  | Luxemburg           |
| 2 punten  | Duitsland           |
| 1 punt    | Cyprus              |

1956 · 1957 · 1958 · 1959 · 1960 · 1961 · 1962 · 1963 · 1964 · 1965 · 1966 · 1967 · 1968 · 1969 · 1970 · 1971 · 1972 · 1973 · 1974 · 1975 · 1976 · 1977 · 1978 · 1979 · 1980 · 1981 · 1982 · 1983 · 1984 · 1985 · 1986 · 1987 · 1988 · 1989 · 1990 · 1991 · 1992 · 1993 · 1994 · 1995 · 1996 · 1997 · 1998 · 1999 · 2000 · 2001 · 2002 · 2003 · 2004 · 2005 · 2006 · 2007 · 2008 · 2009 · 2010 · 2011 · 2012 · 2013 · 2014 · 2015 · 2016 · 2017 · 2018 · 2019 · 2020 · 2021 · 2022 · 2023 · 2024 · 2025